# Diocèse de Portalegre-Castelo Branco

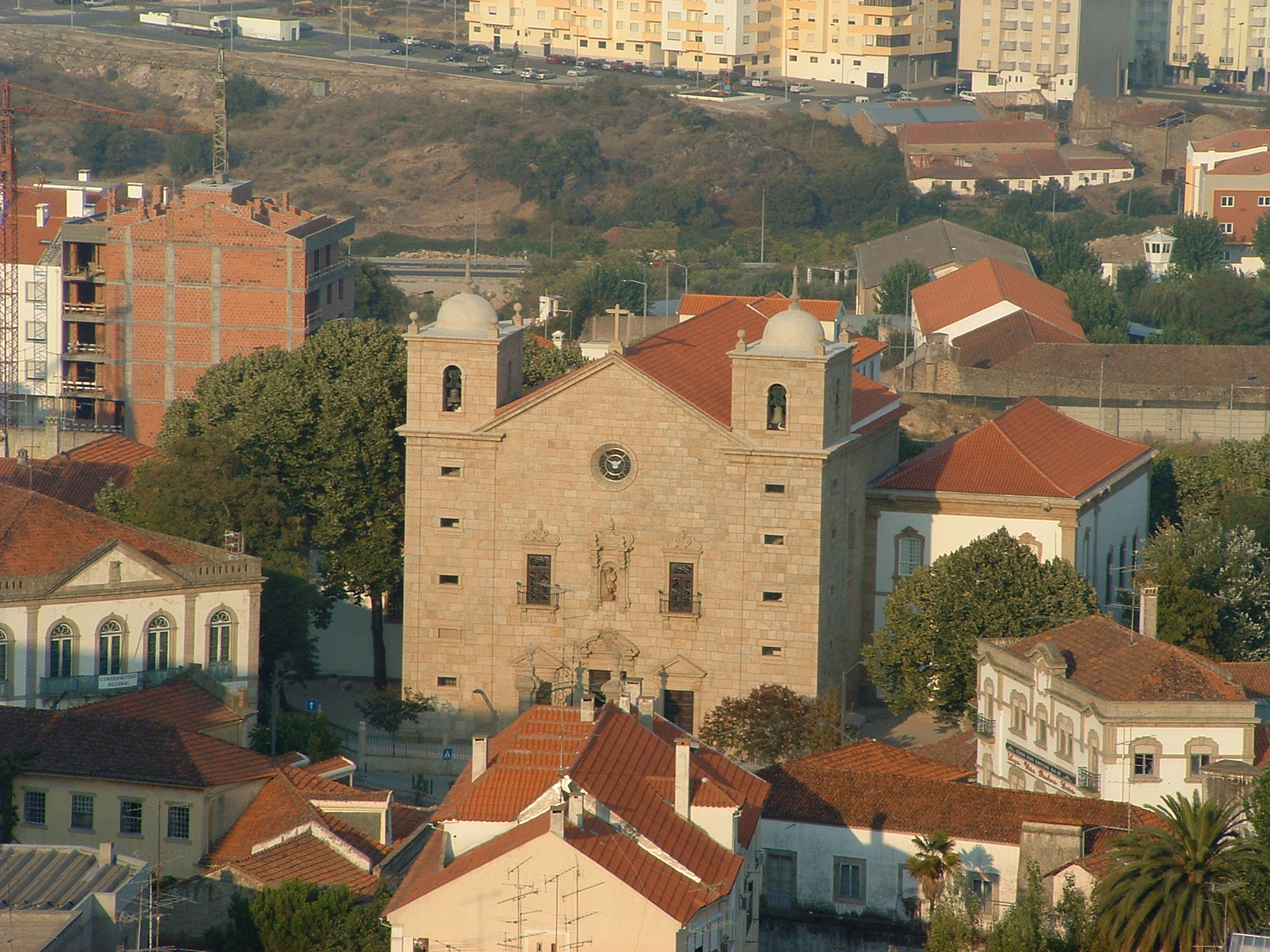
La cocathédrale de San Michele Arcangelo à Castelo Branco.

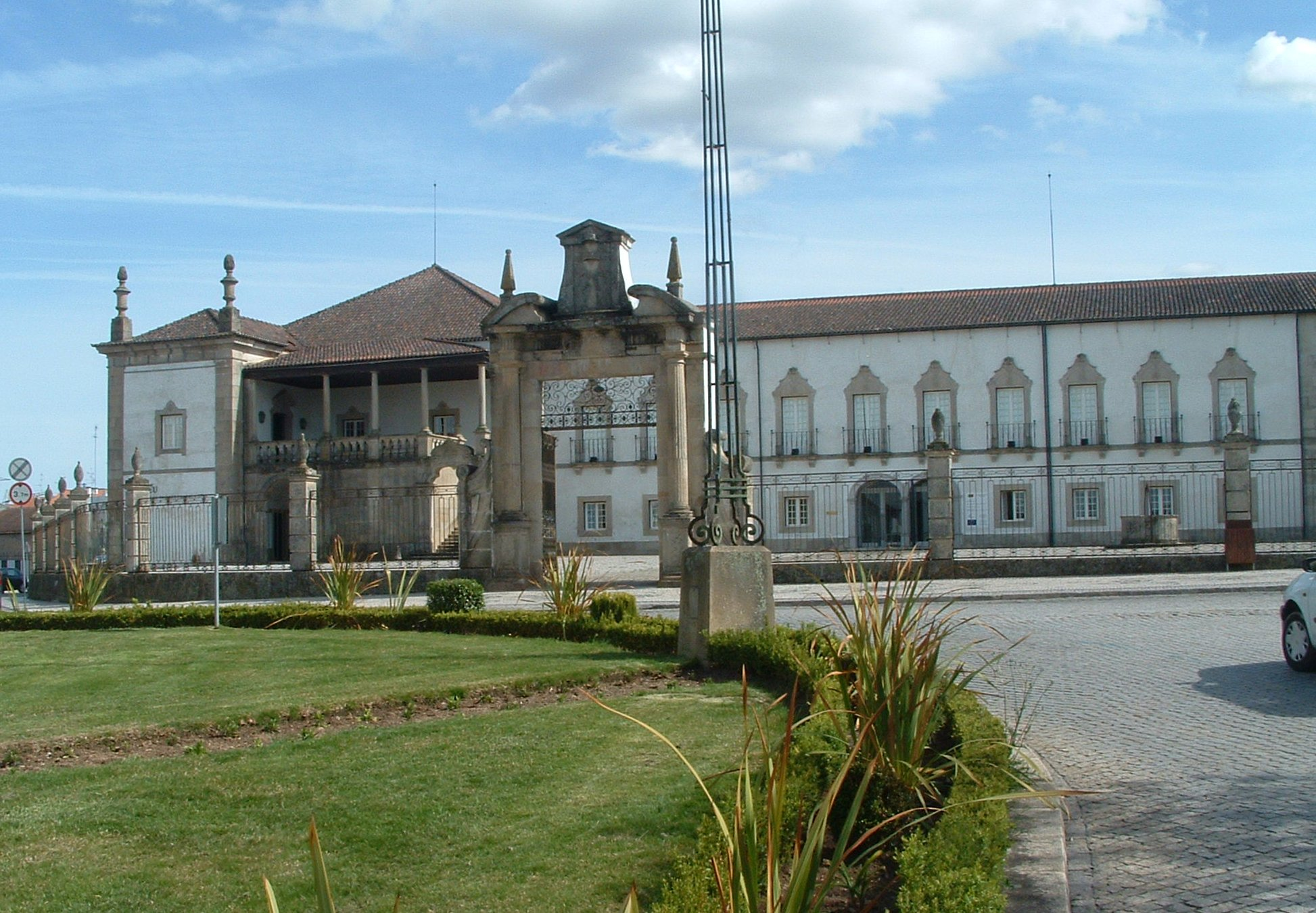
L'ancien palais épiscopal de Castelo Branco, qui abrite aujourd'hui le musée Francisco Tavares Proença Júnior.

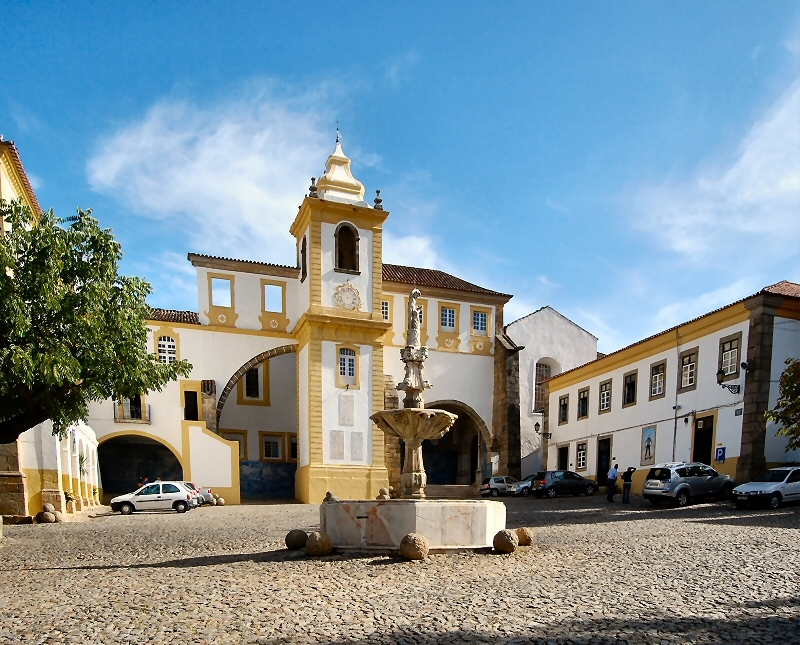
Le monastère de San Bernardo de Portalegre.

Le diocèse de Portalegre-Castelo Branco ( latin : Dioecesis Portalegrensis-Castri Albi ) est un diocèse de l'Église catholique au Portugal suffragant du patriarcat de Lisbonne. En 2019, il comptait 197 799 baptisés sur 209 039 habitants. Elle est gouvernée par l'évêque Antonino Eugénio Fernandes Dias.

## Territoire
Le diocèse, situé au centre-est du Portugal, comprend la partie nord du district de Portalegre, le district de Castelo Branco et la partie nord-est du district de Santarém. Plus précisément, il comprend les municipalités de Portalegre, Abrantes, Alter do Chão, Arronches, Castelo Branco, Castelo de Vide, Constância, Crato, Gavião, Idanha-a-Nova, Mação, Marvão, Nisa, Oleiros, Ponte de Sor, Proença -a -Nova, Sardoal, Sertã, Vila de Rei et Vila Velha de Ródão, ainsi que des fractions des municipalités de Fronteira et Campo Maior.
L'évêché est situé dans la ville de Portalegre, où se trouve la cathédrale de l'Assomption de la Vierge Marie. A Castelo Branco se dresse la co-cathédrale de San Michele Arcangelo.
Le territoire couvre 9 149 km² et est divisé en 161 paroisses, regroupées en 5 archiprêtré : Abrantes, Castelo Branco, Ponte de Sôr, Portalegre et Sertã.

## Histoire
Le diocèse de Portalegre a été érigé le 21 août 1549 par la bulle Pro excellenti du pape Paul III, obtenant son territoire du diocèse de Guarda. Il devient dès sa création suffragant de l'archidiocèse de Lisbonne (devenu patriarcat).
Julião de Alva, confesseur de la reine, fut nommé premier évêque, il organisa le chapitre des chanoines, fit la première visite pastorale du nouveau diocèse et commença, le 14 mai 1556, la construction de la cathédrale. L'application concrète des décrets réformateurs du Concile de Trente est due à Mgr Amador Arrais (1581 - 1596) : il convoque le premier synode diocésain et établit en 1590 le séminaire pour la formation du clergé.
Au XVIIe siècle, le diocèse resta vacant pendant plus de trente ans, en raison de l'intransigeance des Espagnols, qui régnaient alors sur le Portugal. Pendant cette période, le siège était gouverné par le chapitre, dirigé par des vicaires. Ce n'est qu'en 1671 qu'un nouvel évêque fut nommé, Richard Russell, d'origine anglaise. Parmi les évêques du XVIIIe siècle, João de Azevedo se distingua en particulier pour son dynamisme apostolique, pour la publication de diverses lettres pastorales, pour ses fréquentes visites pastorales aux paroisses, et pour la réforme du séminaire diocésain ; et Manuel Tavares Coutinho da Silva, dont le ministère pastoral a été marqué par un profond esprit d'innovation dans la discipline, dans les sacrements, dans la réforme de la curie diocésaine.
Au cours du XIXe siècle, le diocèse a connu un autre moment de crise en raison des difficultés que l'Église portugaise et le Saint-Siège ont connues avec le gouvernement libéral du Portugal, empêchant la nomination d'un évêque pour le siège de Portalegre pendant plus de cinquante ans.
Le diocèse de Castelo Branco était l'une des nombreuses créations ecclésiastiques nées de la volonté du roi Joseph Ier et de son puissant premier ministre, le marquis de Pombal. Il fut érigé le 7 juin 1771 par la bulle Cum excellentissimus du pape Clément XIV, obtenant son territoire du diocèse de Guarda, il fut lui aussi suffragant de l'archidiocèse de Lisbonne dès son érection. Selon la bulle d'érection, le diocèse comprenait les archiprêtré de Castelo Branco, Abrantes et Monsanto, retirés du diocèse de Guarda, pour un total de 79 paroisses.
Il n'y avait que trois évêques nommés pour Castelo Branco, et comme le diocèse de Portalegre, celui de Castelo Branco a également connu un moment difficile au cours du XIXe siècle, avec de longues décennies de vacance. À la demande du gouvernement portugais, le 30 août 1881, le diocèse de Castelo Branco a été supprimé par la bulle Gravissimum Christi du pape Léon XIII et son territoire a été uni à celui du diocèse de Portalegre.
Le 18 juillet 1956, par décret Apostolicis sub plumbo de la Congrégation Consistoriale, l'ancienne cathédrale de Castelo Branco fut érigée en co-cathédrale du diocèse, qui prit en même temps son nom actuel.

## Statistiques
Le diocèse en 2019 sur une population de 209 039 personnes en avait 197 799 baptisés, correspondant à 94,6% du total.
| année | population | population | population | prêtres | prêtres   | prêtres   | prêtres             | diacres | religieux | religieux | paroisses |
| année | baptisés   | total      | %          | nombre  | séculiers | réguliers | baptisés par prêtre | diacres | moines    | moniales  | paroisses |
| ----- | ---------- | ---------- | ---------- | ------- | --------- | --------- | ------------------- | ------- | --------- | --------- | --------- |
| 1949  | 319.080    | 348.184    | 91,6       | 159     | 159       |           | 2.006               |         |           | 144       | 154       |
| 1969  | 350.524    | 354.275    | 98,9       | 197     | 178       | 19        | 1.779               |         | 36        | 197       | 106       |
| 1980  | 289.900    | 292.200    | 99,2       | 157     | 140       | 17        | 1.846               |         | 23        | 177       | 161       |
| 1990  | 299.500    | 302.000    | 99,2       | 139     | 122       | 17        | 2.154               |         | 24        | 206       | 158       |
| 1999  | 258.762    | 260.380    | 99,4       | 111     | 98        | 13        | 2.331               | 7       | 13        | 201       | 162       |
| 2000  | 256.840    | 258.458    | 99,4       | 109     | 99        | 10        | 2.356               | 7       | 10        | 192       | 161       |
| 2001  | 254.909    | 256.527    | 99,4       | 117     | 103       | 14        | 2.178               | 6       | 17        | 167       | 162       |
| 2002  | 253.165    | 254.783    | 99,4       | 117     | 103       | 14        | 2.163               | 12      | 16        | 180       | 162       |
| 2003  | 251.324    | 252.942    | 99,4       | 114     | 99        | 15        | 2.204               | 12      | 15        | 194       | 162       |
| 2004  | 248.923    | 250.541    | 99,4       | 104     | 89        | 15        | 2.393               | 12      | 15        | 179       | 162       |
| 2013  | 228.186    | 231.804    | 98,4       | 84      | 71        | 13        | 2.716               | 13      | 13        | 127       | 161       |
| 2016  | 202.806    | 220.046    | 92,2       | 77      | 64        | 13        | 2.633               | 13      | 13        | 87        | 161       |
| 2019  | 197.799    | 209.039    | 94,6       | 68      | 56        | 12        | 2.908               | 13      | 12        | 70        | 161       |